# Toyota Coaster
Toyota Coaster — штабной автобус малой вместимости, выпускаемый компанией Toyota с 1969 года.

## История
Автобус Toyota Coaster выпускается в четырёх поколениях:
- 1969 — первое поколение.
- 1982 — второе поколение.
- 1993 — третье поколение (модернизировалось в 2001 и 2007 годах).
- 2016 — четвёртое поколение.

В Японии Coaster продаются исключительно в дилерских центрах Toyota Store. С 1996 года Toyota Coaster также известны как Hino Liesse II. Производятся в Японии и в Корее. В Китае конкурентами моделей Coaster третьего поколения были Jiangnan Motors JNQ5041/JNQ6601, Joylong Motors HKL6700, Golden Dragon XML6701 и Sunlong Bus SLl6770.

## Другая информация
Автобус Toyota Coaster способен перевозить от 9 до 29 сидящих пассажиров. На него ставят рядные 4-цилиндровые турбодизели объёмом 4 л N04C типа VJ или VK мощностью 150 или 180 л. с., 5-ст. МКПП или 6-ст. АКПП.